# Kuzma Nikitovich Galitsky
Kuzma Nikitovich Galitsky (tiếng Nga: Кузьма́ Ники́тович Гали́цкий; 24 tháng 10 năm 1897 - 14 tháng 3 năm 1973) là một Đại tướng Liên Xô, Anh hùng Liên Xô.

## Tiểu sử
Kuzma Galitsky sinh ngày 24 tháng 10 năm 1897 tại thành phố Taganrog trong một gia đình công nhân. Ông từng theo học trường trung học nam tại Taganrog, tốt nghiệp năm 1912, và làm việc tại kho hàng của ga xe lửa Taganrog. Galitsky gia nhập Đảng Bolshevik năm 1918. Năm 1922, ông tốt nghiệp khóa đào tạo Vystrel dành cho cán bộ chỉ huy cấp đại đội.
Trong Chiến tranh Xô-Đức, ông chỉ huy Sư đoàn súng trường 24 và Quân đoàn súng trường 67. Từ tháng 9 năm 1942, ông chỉ huy Tập đoàn quân xung kích 3, và từ tháng 11 năm 1943 đến tháng 5 năm 1945, ông chỉ huy Tập đoàn quân cận vệ 11. Đơn vị của tướng Galitsky đã kết thúc cuộc chiến ở Đông Phổ, ở Königsberg (hiện là Kaliningrad), nơi ông đã xây dựng đài tưởng niệm đầu tiên ở Liên Xô cho những người lính đã ngã xuống trong chiến tranh.
Ông được bầu vào Xô viết Tối cao Liên Xô, phục vụ từ năm 1946 đến năm 1962, kiêm nhiệm chức vụ chỉ huy Cụm binh đoàn phương Bắc trong năm 1955-1958 và Quân khu Zakavkaz năm 1958-1961.
Ông qua đời tại Moskva năm 1973 và được chôn cất tại Nghĩa trang Novodevichy.

## Giải thưởng
- Anh hùng Liên Xô (với "Ngôi sao vàng» № 5036)
- Bốn Huân chương Lenin
- Huân chương Cờ đỏ, bốn lần
- Huân chương Suvorov, hạng nhất
- Huân chương Kutuzov, hạng 1
- Huân chương Bogdan Khmelnitsky (Liên Xô) hạng 1
- Huân chương Sao đỏ

## Lược sử quân hàm
- Đại tá (26.11.1935)
- Lữ đoàn trưởng (комбриг) (20.02.1938)
- Thiếu tướng (04.06.1940)
- Trung tướng (30.01.1943)
- Thượng tướng (28.06.1944)
- Đại tướng (11.03.1955)